# ITunes Originals – Death Cab for Cutie
iTunes Originals – Death Cab for Cutie – album Death Cab for Cutie z serii iTunes Originals, wydany 12 października 2005 roku. Składa się on z piosenek grupy nagranych na żywo, a także wywiadów z członkami grupy i filmów dokumentujących sesję nagraniową płyty.

## Lista utworów
1. "iTunes Originals"
2. "Soul Meets Body"
3. "Death Cab Begins"
4. "Hindsight"
5. "One Take on Bellingham"
6. "Amputations"
7. "A Top Five Song of Ours"
8. "The Employment Pages"
9. "An Early Heartbreak Song"
10. "405"
11. "The Slow Fade from Holly to the Beaver"
12. "A Movie Script Ending"
13. "Underwater!"
14. "What Changed with Transatlanticism"
15. "The Sound of Settling"
16. "A Series of Hello's"
17. "Someday You Will Be Loved"
18. "You Won't Be Alone"
19. "I Will Follow You Into the Dark"
20. "The Drive"
21. "Crooked Teeth"
22. "Introducing Title and Registration"
23. "Title and Registration"
24. "How the Band Works"
25. "Crooked Teeth"
26. "The Band as a Community"
27. "Someday You Will Be Loved"